# 부통령이 필요해
부통령이 필요해(Veep)는 2012년 4월 22일부터 2019년 5월 12일까지 HBO에서 방영된 드라마다.